# Округ Гогибик (Мичиген)
Гогебик (енгл. Gogebic County) је округ у америчкој савезној држави Мичиген.

## Демографија
По попису из 2010. године број становника је 16.427, што је 943 (-5,4%) становника мање него 2000. године.
| Група             | 2000.          | 2010.          |
| Белци             | 16.297 (93,8%) | 14.965 (91,1%) |
| Афроамериканци    | 305 (1,8%)     | 678 (4,1%)     |
| Азијати           | 40 (0,2%)      | 37 (0,2%)      |
| Хиспаноамериканци | 153 (0,9%)     | 142 (0,9%)     |
| Укупно            | 17.370         | 16.427         |